# Апостолы Пётр и Павел (картина Эль Греко, Барселона)
«Апостолы Пётр и Павел» (исп. Sant Pere i Sant Pau) — картина Доменикоса Теотокопулоса по прозванию Эль Греко из собрания Национального музея искусства Каталонии.
Изображены двое мужчин, в оранжевом и красно-зелёном облачении, стоящих на фоне облачного неба, их взгляды направлены прямо на зрителя.
Картина иллюстрирует встречу апостолов Петра и Павла в Антиохии, описанную Павлом в Послании к Галатам: «Когда же Пётр пришёл в Антиохию, то я лично противостал ему, потому что он подвергался нареканию. Ибо, до прибытия некоторых от Иакова, ел вместе с язычниками; а когда те пришли, стал таиться и устраняться, опасаясь обрезанных. Вместе с ним лицемерили и прочие Иудеи, так что даже Варнава был увлечён их лицемерием. Но когда я увидел, что они не прямо поступают по истине Евангельской, то сказал Петру при всех: если ты, будучи Иудеем, живёшь по-язычески, а не по-Иудейски, то для чего язычников принуждаешь жить по-Иудейски? Мы по природе Иудеи, а не из язычников грешники…» (Гал. 2:11—15). Это единственный описанный в Новом Завете случай разлада среди апостолов. На картине показан момент примирения апостолов.
Предполагается что в образе апостола Павла Эль Греко изобразил себя. Это же самое лицо художник изобразил в нескольких других своих картинах: «Погребение графа Оргаса» (1586—1588 год, церковь Сан-Томе в Толедо), «Святой Павел» (1580-е, коллекция маркизы де Наррос в Мадриде) и в ряде других. Также он обнаруживает значительное сходство с наиболее вероятным автопортретом Эль Греко из собрания Метрополитен-музея. На всех подобных работах лицо изображенного несёт возрастные изменения, примерно соответствующие возрасту самого Эль Греко в момент написания картины. Л. Л. Каганэ считает, что Эль Греко мог изображать себя в виде апостола Павла потому, что тот, согласно преданиям, проповедовал христианство на Крите — родине художника и «личность апостола Павла — человека цельного, убеждённого, страстного — явно представлялась ему более привлекательной, чем личность Петра».
Картина была написана около 1590—1600 года; если счесть изображение Павла автопортретным, то Эль Греко было около 50—60 лет, что примерно соответствует возрасту изображённого мужчины.
Ранняя история картины неизвестна. В конце XIX века картина принадлежала художнику Жозе Каньявералу в Мадриде, а в 1920-х годах картина находилась в коллекции каталонского предпринимателя и политика Луиса Пландиуры. Когда в начале 1930-х годов грянул мировой экономический кризис, то Пландиура для поправления собственных дел вынужден был продать часть своих собраний государству и в 1932 году картина, вместе с частью его коллекции живописи, была выкуплена правительством Каталонии и вошла в состав собраний Национального музея искусства Каталонии в Барселоне.
Картина входит в серию «апостоладес» — изображений Двенадцати апостолов, над этой серией Эль Греко работал все 1590-е годы.
В творчестве Эль Греко существует ещё две картины на аналогичный сюжет.
Первый, самый ранний, вариант находится в собрании Эрмитажа в Санкт-Петербурге (холст, масло; 121,5 × 105 см, инвентарный № ГЭ-390). Он датируется около 1587—1592 годов, происходит из коллекции П. П. Дурново и был им подарен Эрмитажу в 1911 году. Здесь апостол Павел выглядит существенно моложе, чем на барселонской картине, и примерно соответствует возрасту Эль Греко (около 50 лет) на момент написания картины. Также Павел не имеет своего традиционного атрибута — меча. На картине заметна сильная разобщённость персонажей, Павел только что окончил свою обличительную речь, Пётр смущён и растерян, их взгляды направлены в стороны.
Вторая работа находится в собрании Национального музея Швеции в Стокгольме. Она почти полностью идентична петербургской картине. Но если облик Петра очень близок, то Павел выглядит значительно старше, чем на вариантах из Эрмитажа и Барселоны, и его внешность ещё больше похожа на предполагаемый автопортрет Эль Греко из Метрополитен-музея. В Стокгольме эта картина датируется около 1605—1608 годами (холст, масло; 124 × 93,5 см; инвентарный № NM 3077). Предполагается, что именно эта картина упоминалась в посмертной описи имущества Эль Греко, а также в описи его сына в 1621 году. В 1608 году в Толедо с неё была снята (в зеркальном отображении) гравюра Диего де Астора, подписанная «D. D. Astor sculp. Toleti anno 1608», один из сохранившихся отпечатков этой гравюры хранится в Испанской национальной библиотеке в Мадриде.
- Вариант из Государственного Эрмитажа в Санкт-Петербурге
- Вариант из Национального музея в Стокгольме
- Гравюра Диего де Астора из Национальной библиотеки Испании
- «Портрет пожилого мужчины». Метрополитен-музей